# Заремба Володимир Федорович
Володимир Федорович Заремба (нар. 21 жовтня 1933, с. Стоянів Радехівського району Львівської області — український митець, майстер різьби по дереву. Член НСМНМУ з 1997 р.

## Біографія
Народився 21 жовтня 1933 р. у с. Стоянів Радехівського району Львівської області.
У 1958 р. закінчив Львівський сільськогосподарський інститут. Працював агрономом в Радехові (1958—1982 р.), різьбярем на Львівському художньому комбінаті (1983—1988 р.).
Член НСМНМУ з 1997 р. Брав участь у республіканських виставках у Києві (1984, 1987 р.), Донецьку (1985 р.), у міжнародній виставці в м. Катовиці в Польщі (1985 р.).
Твори митця знаходяться у фондах Львівського музею історії релігії та Музично-меморіального музею Соломії Крушельницької у Львові.
Мешкає у с. Велике, Шептицького району, Львівської області.  